# Teleioliodes zikani
Teleioliodes zikani är en kvalsterart som först beskrevs av Sellnick 1930.  Teleioliodes zikani ingår i släktet Teleioliodes och familjen Neoliodidae. Inga underarter finns listade i Catalogue of Life.